# Conrauidae
Conrauidae là một họ động vật lưỡng cư trong bộ Anura. Họ này có 6 loài.

## Phân loại học
Họ Conrauidae gồm một chi đơn Conraua với 6 loài sau:
- Conraua alleni
- Conraua beccarii
- Conraua crassipes
- Conraua derooi
- Conraua goliath
- Conraua robusta